# تینا هدستروم
تینا هدستروم (انگلیسی: Tina Hedström; ۳۱ مهٔ ۱۹۴۲ – ۲۰ اکتبر ۱۹۸۴) هنرپیشه اهل سوئد بود. وی بین سال‌های ۱۹۶۳ تا ۱۹۸۴ میلادی فعالیت می‌کرد.
از فیلم‌ها یا برنامه‌های تلویزیونی که وی در آن نقش داشته‌است می‌توان به توپاز اشاره کرد.